# Fusillade de Munich de septembre 2024
Le 5 septembre 2024, un Autrichien, armé d'un pistolet, a été aperçu dans la zone du consulat général d'Israël et du centre de documentation nazi à Munich, en Allemagne. Lorsque l'homme a vu les policiers, il a ouvert le feu sur eux. Lors de l'opération policière qui a suivi, l'homme a été mortellement abattu par les policiers.
L'incident s'est produit le jour de l'anniversaire du massacre de Munich pendant les Jeux olympiques d'été de 1972. Le LKA Bavière et la police d'État enquêtent sur les circonstances de l'incident. Le tireur, âgé de 18 ans, était connu des autorités autrichiennes comme étant un islamiste présumé.

## Contexte

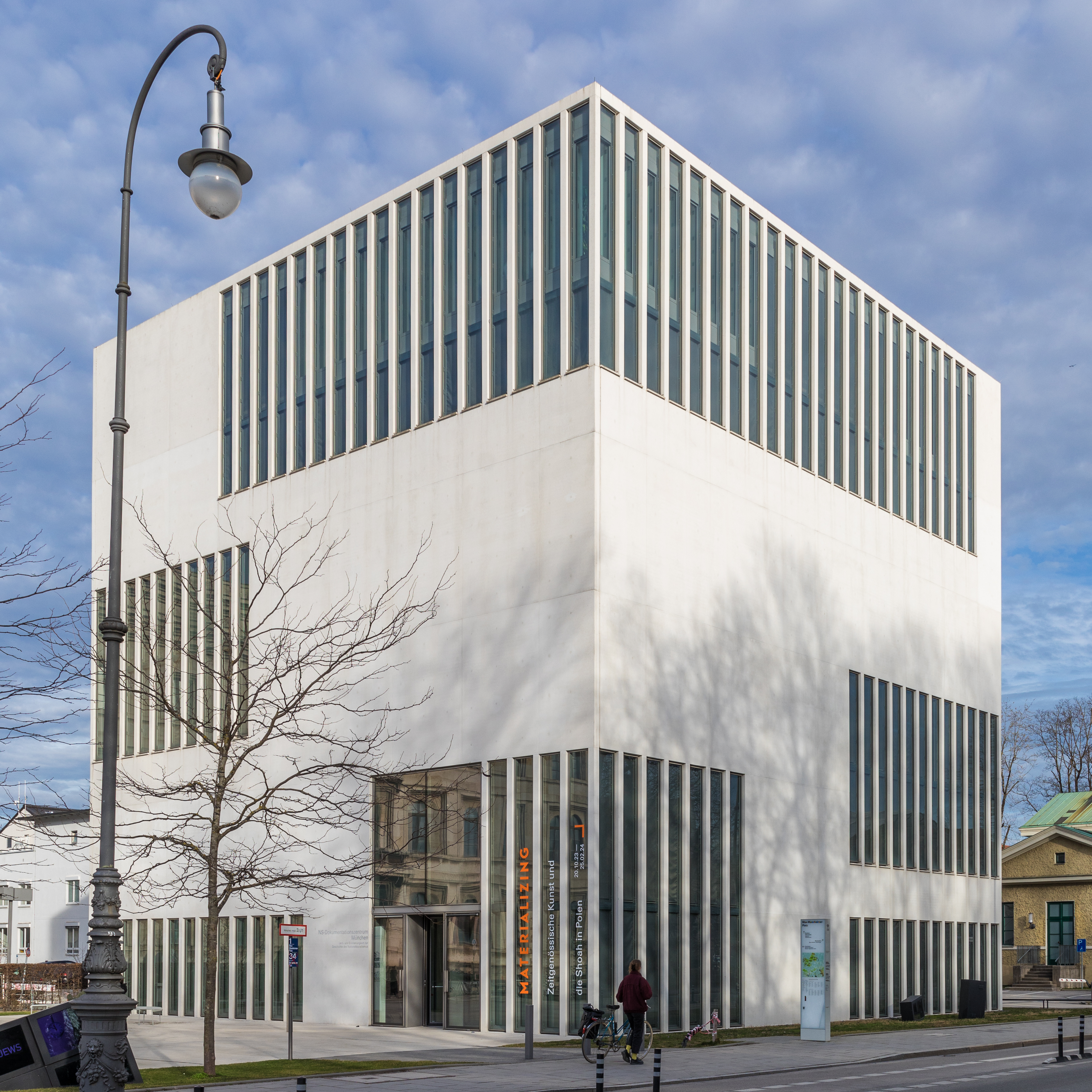
Centre de documentation sur le national-socialisme, 2015

La scène du crime est historiquement particulière et également sensible en termes de sécurité : le centre de documentation sur l'histoire du national-socialisme est situé sur la Brienner Straße et la Karolinenplatz. Il a été construit sur les ruines de la soi-disant « Maison Brune », l'ancien siège du parti nazi. Le lieu fut ouvert en 2015.
Le consulat général d'Israël est proche de ce bâtiment. Elle a également déménagé en 2015 dans un immeuble de bureaux appartenant à l' État de Bavière. Ce déménagement, largement impulsé par le gouvernement bavarois, a marqué un tournant historique : 70 ans après l'Holocauste, le bureau de représentation d'Israël s'est installé au milieu de l'ancien quartier du parti nazi, qu'ils avaient construit autour du siège de leur parti.

## Faits
Selon les informations de la police, Emrah Ibrahimović s'est rendu en voiture de Salzbourg à Munich le matin du 5 septembre 2024.
Peu après 9 heures, heure locale, des habitants ont vu un jeune homme âgé de 20 à 30 ans armé d'un K31, un ancien fusil à répétition avec baïonnette attachée, marchant dans la rue dans le quartier du consulat général d'Israël. Selon les médias, cet homme avait déjà été vu avec une arme à feu près de l' Université technique de Munich auparavant. Lorsque l'agresseur a vu cinq agents de patrouille, il ouvre le feu et tire plusieurs coups de feu sur les agents. Lors de la fusillade qui a suivi, les cinq policiers ont abattu l'homme,. Un journaliste a enregistré une vidéo depuis son bureau à domicile situé à proximité, où l'on peut entendre des salves d'une arme semi-automatique, qui proviennent probablement d'un HK MP5 ou d' un FN SCAR-L de la police. L'agresseur a été arrêté et grièvement blessé.

Le 5 septembre 1972, le massacre de Munich a eu lieu : des terroristes palestiniens ont abattu deux hommes et pris neuf otages dans le village olympique. Environ 18 heures plus tard, une tentative de sauvetage s'est soldée par la mort de neuf otages israéliens, d'un policier et de cinq des assaillants. Les terroristes voulaient libérer plus de 200 prisonniers en Israël ainsi qu'Andreas Baader et Ulrike Meinhof de la RAF allemande. Le 5 septembre 2024, une cérémonie commémorative pour le massacre de Munich a eu lieu au consulat israélien, il a donc été fermé ce jour-là.
Vers 11 heures, heure locale, le ministre bavarois de l'Intérieur Joachim Herrmann (CSU) a annoncé que l'auteur des faits avait été tué,.

## Auteur
L'auteur des faits était un Autrichien de 18 ans nommé Emrah Ibrahimović. Il est né en 2006 et a vécu dans le Land de Salzbourg. Ses parents étaient originaires de Bosnie-Herzégovine . Selon les médias, il présentait des signes de radicalisation islamiste et était connu des autorités autrichiennes,.
Ibrahimović aurait été un musulman strict à l'école et se serait disputé à plusieurs reprises avec d'autres élèves. Il aurait également exprimé des fantasmes violents. L' Office d'État pour la protection de la Constitution et la lutte contre le terrorisme (LVT) de Salzbourg aurait effectué une perquisition au domicile d'Ibrahimovic. Des éléments auraient été découverts suggérant une appartenance djihadiste ; il soutenait le groupe terroriste syrien Jabhat al-Nusra. Ibrahimović aurait également fait l'objet d'une interdiction officielle de posséder des armes. Il n'était pas auparavant connu des autorités de sécurité allemandes comme un islamiste radical.